# Chris Mann
Christopher Michael Mann (ur. 5 maja 1982) – amerykański piosenkarz i autor tekstów z Wichita w stanie Kansas. Zajął czwarte miejsce w drugim sezonie programu The Voice stacji NBC w 2012 roku. Zajął pierwsze miejsce w zespole Christiny Aguilery i reprezentował go w finale. Jego album Constellation został wydany 6 maja 2016.